# Antonio Fontán

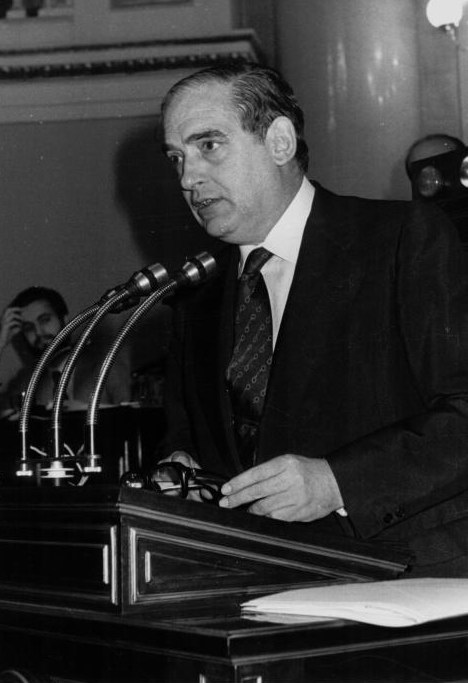
Antonio Fontan

Antonio Fontán Pérez (Sevilla, 15 oktober 1923 - Madrid, 14 januari 2010) was een Spaans hoogleraar en politicus. Hij was de eerste senaatsvoorzitter van het democratische Spanje na de Francodictatuur.

## Levensloop
Fontan volbracht zijn middelbare studies aan het jezuïetencollege van Sevilla. Hij studeerde Wijsbegeerte en Letteren aan de universiteit van Sevilla en Klassieke Filologie aan de universiteit van Madrid (licentiaat in 1944, doctor in 1948).
In 1943 werd hij lid van Opus Dei en de eerste directeur van het instituut voor journalistiek aan de universiteit van Navarra (1958-1962), later omgevormd tot de faculteit Communicatie. Hij was ook decaan van de Faculteit Wijsbegeerte en Letteren aan dezelfde universiteit.
Onder het democratische Spanje was hij:
- een van de auteurs van de nieuwe Spaanse grondwet (1978),
- senator (1977-1979),
- voorzitter van de Senaat (1977-1979),
- volksvertegenwoordiger (1979-1982),
- minister van territoriaal bestuur (1979-1980).

Tot aan zijn dood was hij voorzitter van de Nueva Revista de Política, Cultura y Arte, een tweemaandelijks actualiteitentijdschrift, gesticht in 1990.
Hij stichtte het weekblad La Actualidad Española en was er directeur van (1952-1956). Later werd hij directeur van het maandblad Nuestro Tiempo en in 1966 werkte hij mee aan het dagblad ''Madrid, een blad dat na enkele tijd door de Frankistische censuur verboden werd.
Hij werd docent filologie aan de universiteiten van Granada (1949), Navarra (1956) en de Complutense Universiteit van Madrid (1976). Hij was decaan van de universiteit van Navarro (1956-1967) en vicevoorzitter van de Asociación Española de Estudios Clásicos.
Hij was een van de oprichters van de Partido Demócrata, samen met Joaquín Garrigues Walker, en organiseerde de opiniegroep Sociedad Libre. Hij was lid van de privéraad van de graaf van Barcelona tot aan de opheffing ervan in 1969. Hij maakte deel uit van de groep van professoren die de studie begeleidden van Juan Carlos I. Hij was het die aan de jonge prins de brief overhandigde waarin zijn vader afstand deed van zijn recht op troonsopvolging en zijn zoon volledige dynastieke legitimiteit verzekerde.
In juli 2008 verhief de koning hem tot markies van Guadalcanal, uit erkentelijkheid voor zijn bijdragen aan de democratische vrijheden en de saamhorigheid onder Spanjaarden. 
Door The International Press Institute werd hij uitgeroepen tot "een van de helden van de persvrijheid".

## Publicaties
- Artes ad humanitatem : Ideales del hombre y de la cultura en tiempos de Cicerón, Pamplona, Studium Generale, 1957.
- Los católicos en la Universidad española actual, Madrid, Rialp, 1961.
- La Actuación temporal de los cristianos, Buenos Aires, Ediciones Ferrer, 1962.
- "Madrid", página 3, Madrid, Seminarios y Ediciones, 1972, ISBN 84-299-0038-1.
- Humanismo romano: (clásicos-medievales-modernos) , Barcelona, Planeta, 1974, ISBN 84-320-7811-5.
- Apuntes sobre el Estado y la Sociedad Democrática (samen met Joaquín Garrigues Walker & Eduardo Merigo), Madrid, Unión Editorial, 1976, ISBN 84-7209-050-7.
- Antología del latin medieval, Madrid, Gredos, 1987, 487 pp., ISBN 84-249-1093-1.
- España, esa esperanza, Madrid, Unión Editorial, 1979, ISBN 84-7209-092-2.
- Juan Luis Vives (1492-1540): humanista, filósofo, político, Colloquium van València, 1992, ISBN 84-86908-84-1.
- Los monárquicos y el régimen de Franco (editor), uitg. Complutense, 1996.
- Letras y Poder en Roma, Eunsa, Navarra, 2001, ISBN 8431319119.
- Europa y cristianismo, Madrid, Palabra, 2004.
- Príncipes y Humanistas, Madrid, Marcial Pons, 2008, ISBN 978-84-96467-79-8.

### Vertalingen
- Girolamo Savonarola, Última meditación: (sobre los salmos Miserere e In te, Domine, speravi), Madrid, Rialp, 1955.
- Marcus Tulius Cicero, Defensa de Ligario; Defensa del poeta Arquías, Madrid, Gredos, 1989.
- Titus Livius, Historia de Roma desde la fundación de la ciudad = (Ab urbe condita) 1, Libros I y II, Madrid, Consejo Superior de Investigaciones Científicas, 1997, ISBN 8400066928.

### Boeken
- Humanitas In Honorem Antonio Fontán, Madrid, Gredos, 1992, ISBN 84-249-1489-9
- Antonio Fontán, un héroe de la libertad de prensa, Madrid, Secretaría General del Senado, Departamento de Publicaciones, 2001, ISBN 8488802498
- Miguel Ángel GOZALO, Antonio Fontán, un liberal en la Transición, Córdoba, Almuzara, 2015, ISBN 978-84-16392-57-5
- Augustin LOPZ KINDLER, Antonio Fontán. Un héroe de la libertad, Madrid, Rialp, 2013, ISBN 978-84-32142-82-6

### Artikels
- AA.VV., "Una visita al Marqués de Guadalcanal", Nueva Revista de política, cultura y arte, 2009.
- Esperanza AGUIRRE GIL DE BIEDMA, "La aportación de los liberales", Nueva Revista de política, cultura y arte, 2011.
- Carlos BARRERA DEL BARRIO, "«Algunas cosas» de Antonio Fontán en el periodismo español", Nueva Revista de política, cultura y arte, 2010.
- Virginia BONMARTI SANCHEZ, "Mi maestro don Antonio Fontán Pérez. Un humanista de los siglos XX y XXI", Nueva Revista de política, cultura y arte, núm. 127 (2010), pp. 26-28.
- Antonio BURGOS,Fontán y Ezcurra.
- Eduardo FERNANDEZ, "El humanismo y el ideal de la cultura", Nueva Revista de política, cultura y arte, 2009.
- José-Vicente DE JUAN, "No corre prisa, pero es urgente: Así mandaba Antonio Fontán", Nueva Revista de política, cultura y arte, 2010.
- Santiago DE MORA-FIGUEROA y WILLIAMS, "Los parerga de Fontán", Nueva Revista de política, cultura y arte, 2009.
- ARTURO MORENO GARCELAN, Liberalismo personal y compromiso político de Antonio Fontán, Nueva Revista de política, cultura y arte, 2011.
- ANA MOURE CASAS, Antonio Fontán, humanista, Nueva Revista de política, cultura y arte, 2011.